# 오픈 콘텐트 얼라이언스

오픈 콘텐츠 얼라이언스 또는 OCA (Open Content Alliance)는 공개적으로 액세스 할 수 있는 디지털화 된 텍스트 아카이브에 기여하는 단체의 컨소시엄이다. 창립은 2005년 10월 야후!, 인터넷 아카이브, 캘리포니아 대학, 토론토 대학교 등이 참여한 가운데 발표되었다. 오픈 컨텐츠 얼라이언스에 대한 스캔은 인터넷 아카이브에 의해 관리되고있으며,이 아카이브는 웹 사이트를 통한 영구 저장 및 액세스도 제공한다.

## 같이 보기
- 구텐베르크 프로젝트